# Edd Roush
Edd J. Roush (Oakland City, Indiana, 8 de mayo de 1893-Bradenton, Florida, 21 de marzo de 1988), más conocido como Edd Roush, fue un jugador profesional estadounidense de béisbol que se desempeñó en la posición de jardinero central en las Grandes Ligas de Béisbol (MLB). Es miembro del Salón de la Fama del Béisbol.

## Carrera
Roush jugó como profesional una temporada en Chicago White Sox (1913), después pasó por varios equipos, Newark Peppers (1914-1915), New York Giants (1916), Cincinnati Reds (1916-1926), luego regresó a New York Giants (1927-1929), y finalmente, volvió a Cincinnati Reds, donde jugó una temporada (1931), y fue el equipo en el que se retiró.

## Reconocimiento
En 1962, ingresó como miembro al Salón de la Fama del Béisbol.